# Subventions-Lkw

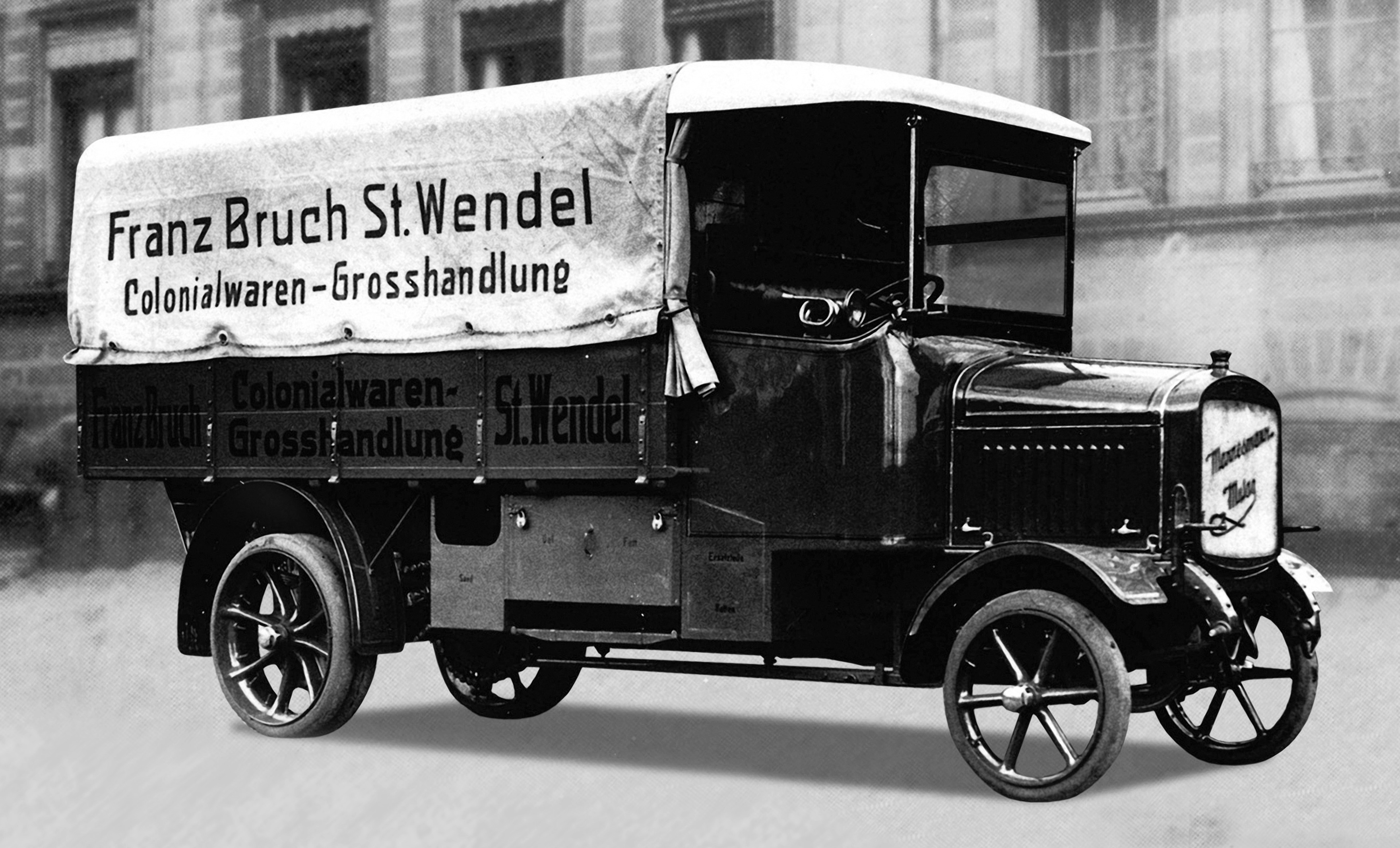
Ein Subventions-Lkw Mannesmann-MULAG für die St. Wendeler Großhandlung Franz Bruch, die Keimzelle der Globus Holding (1913)

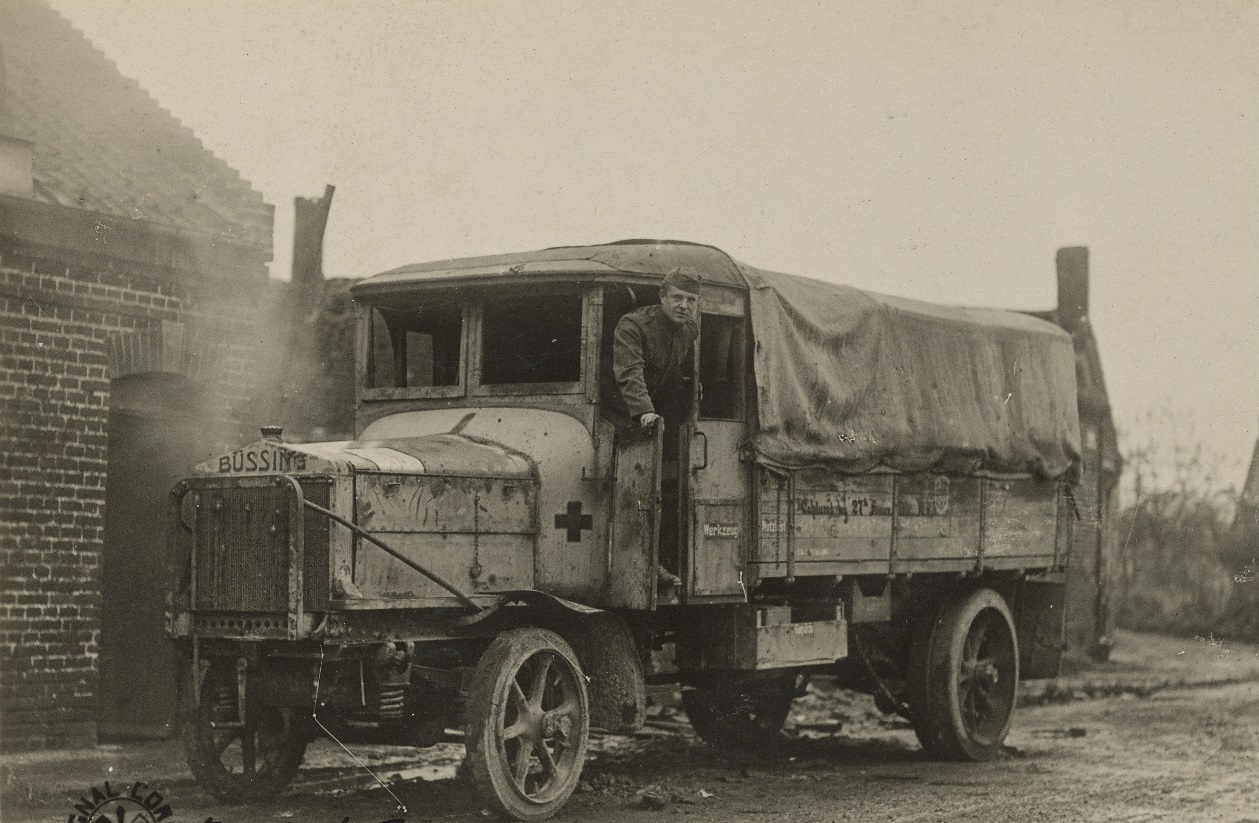
Büssing-5-t-Subventionslastwagen 1918

Als Subventions-Lkw wurden Lastkraftwagen bezeichnet, deren Ankauf vom Staat subventioniert wurde, weil sie insbesondere im Kriegsfall von besonderem militärischen Nutzen waren. Solche Art der Subvention von militärisch nutzbaren Wirtschaftsgütern wurde in der Geschichte vieler Staaten zu diversen Zeiten recht unterschiedlich gehandhabt. In Deutschland wurde vor dem Ersten Weltkrieg ein besonderes Förderprogramm aufgelegt, das Lastkraftwagen mit 4 Tonnen Nutzlast betraf.

## Geschichte und Vorgaben im Deutschen Reich
Um die Verbreitung und den Ankauf von insbesondere militärisch geeigneten Kraftfahrzeugen zu fördern, wurde beschlossen, deren Beschaffung durch den Staat zu subventionieren. Grundsätzlich konnten (und können noch heute) in bestimmten Fällen allgemeiner Gefahr, insbesondere im Falle eines Krieges, in privatem Eigentum stehende Sachen beschlagnahmt werden, wenn sie dazu dienen können, die allgemeine Gefahr abzuwenden. Dies regelte früher das Reichsleistungsgesetz, heute das Bundesleistungsgesetz. Dies bedeutete, dass im Kriegsfall Fuhrwerke wie auch Pferde, aber auch Kraftfahrzeuge (gegen Entschädigung) beschlagnahmt werden konnten.

### Der Bedarf der deutschen kaiserlichen Armee
Die Felddienstordnung sah vor, dass der Nachschub mit der Eisenbahn aus der Heimat bis zu einem „Land-Etappenort“ transportiert und dort dann auf die (pferdebespannten) Nachschubkolonnen der Armeekorps umgeladen werden sollte; diese beförderten den Nachschub dann bis zur Truppe weiter.

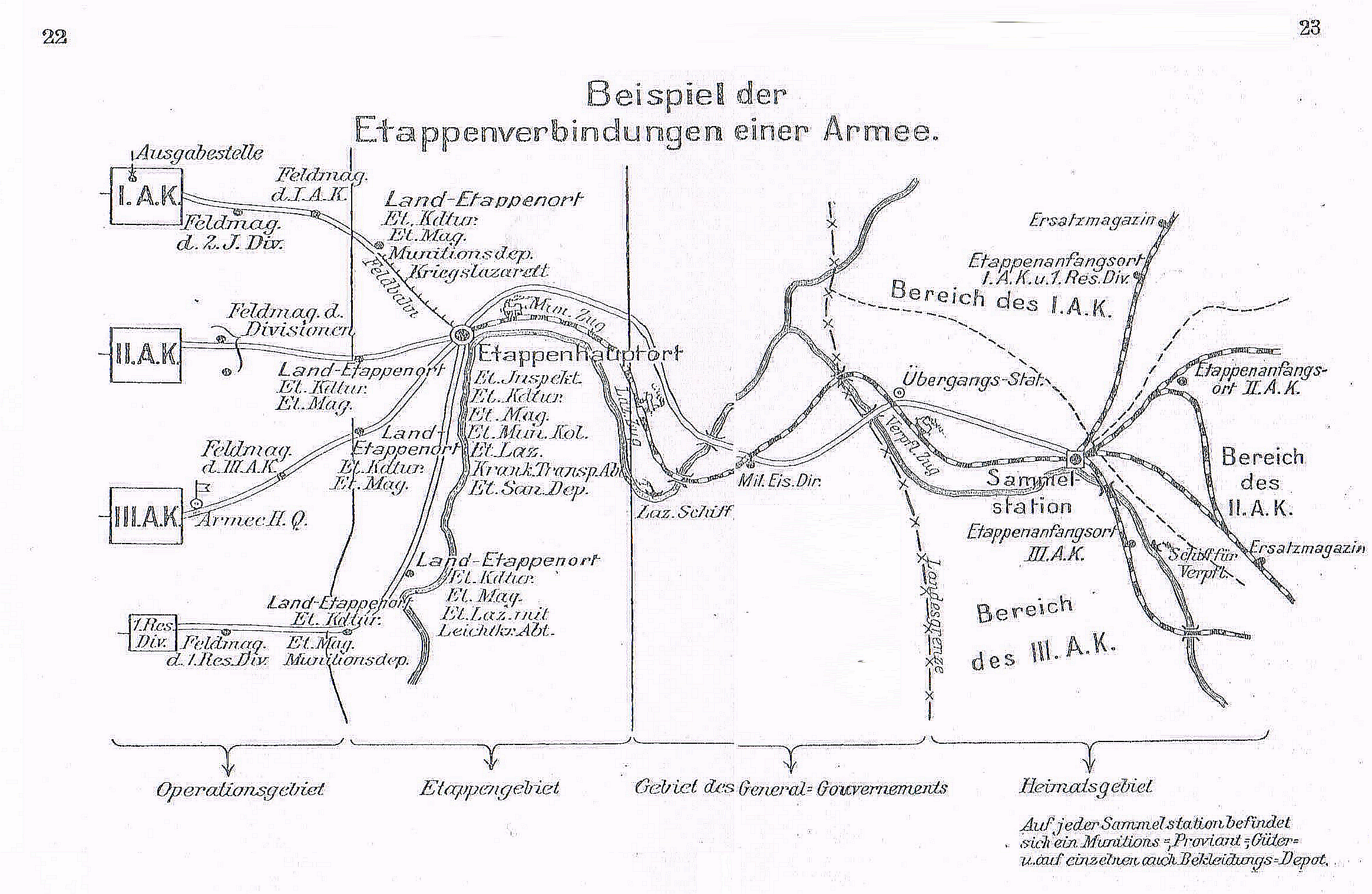
Etappenverbindung einer Armee, D.V.E. Nr. 267 „Felddienstordnung“(1908)

War eine Eisenbahn nicht vorhanden oder zerstört, konnte eine schnell verlegbare Heeresfeldbahn Aushilfe schaffen. Hier bot sich als weitere Alternative der Kraftzug an. Eine Gegenüberstellung zwischen bespannter Fuhrparkkolonne und Kraftwagenkolonne ergab.:
| Leistung              | bespannte Fuhrparkkolonne | Kraftwagenkolonne |
| --------------------- | ------------------------- | ----------------- |
| Nutzlast              | 57,6 Tonnen               | 54 Tonnen         |
| Personal              | 121 Personen              | 61 Personen       |
| Pferde                | 139 Tiere                 | keine             |
| Fahrzeuge             | 48 zweispänn. Fahrzeuge   | 9 Armeelastzüge   |
| Marschgeschwindigkeit | 3–5 km/h                  | 8–16 km/h         |
| Marschleistung        | 22,5–30 km/Tag            | 60–100 km/Tag     |
| Länge der Kolonne     | 650 m                     | 60 m              |

Mithin: Durch Verwendung von Armeelastzügen konnte mit der Hälfte des Personals die gleiche Transportmenge mit der dreifachen Geschwindigkeit transportiert werden, die Länge der Kolonne schrumpfte um 90 Prozent.

### Die Konsequenzen

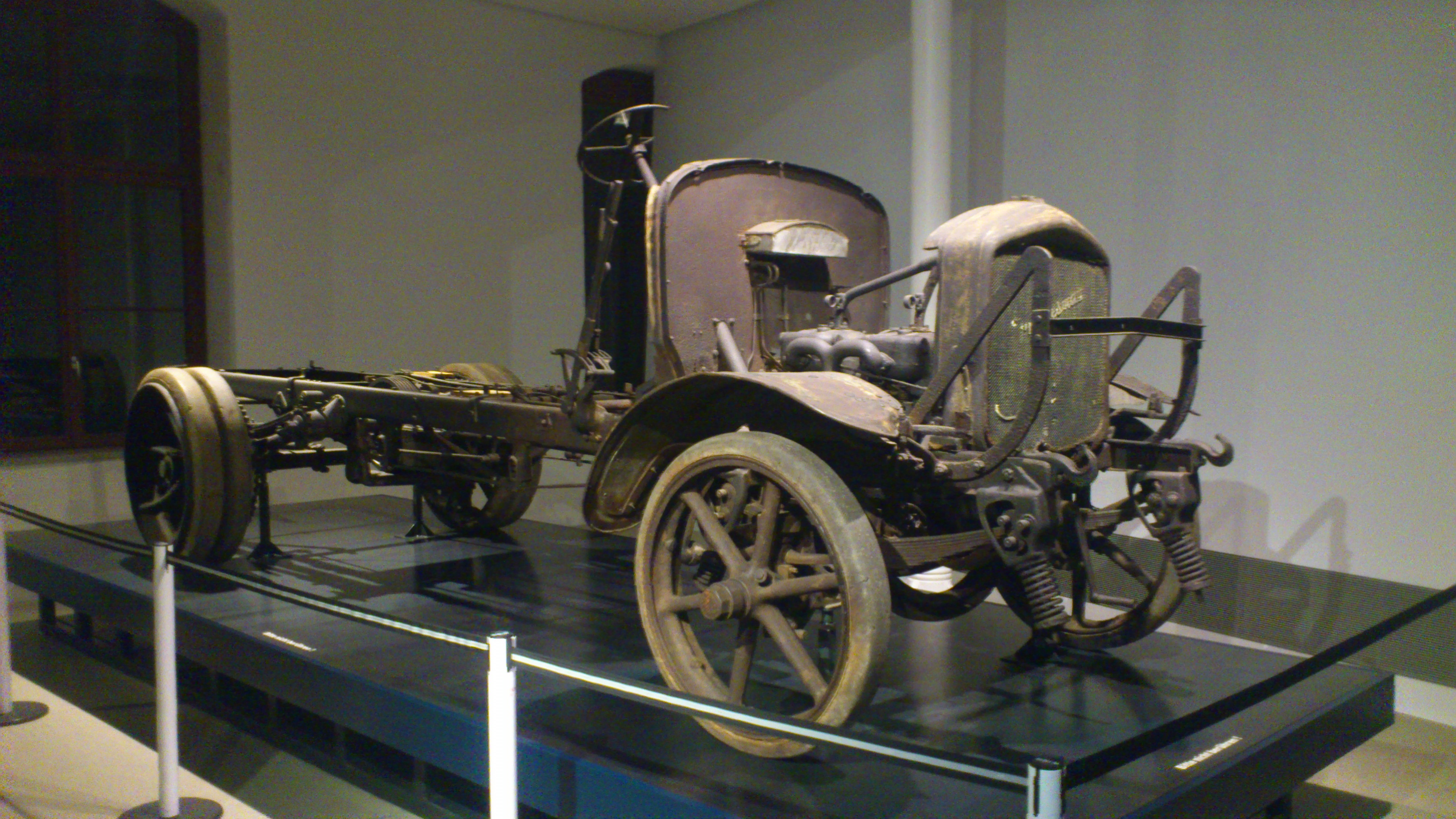
Mannesmann-Mulag, Technik des Fahrgestells

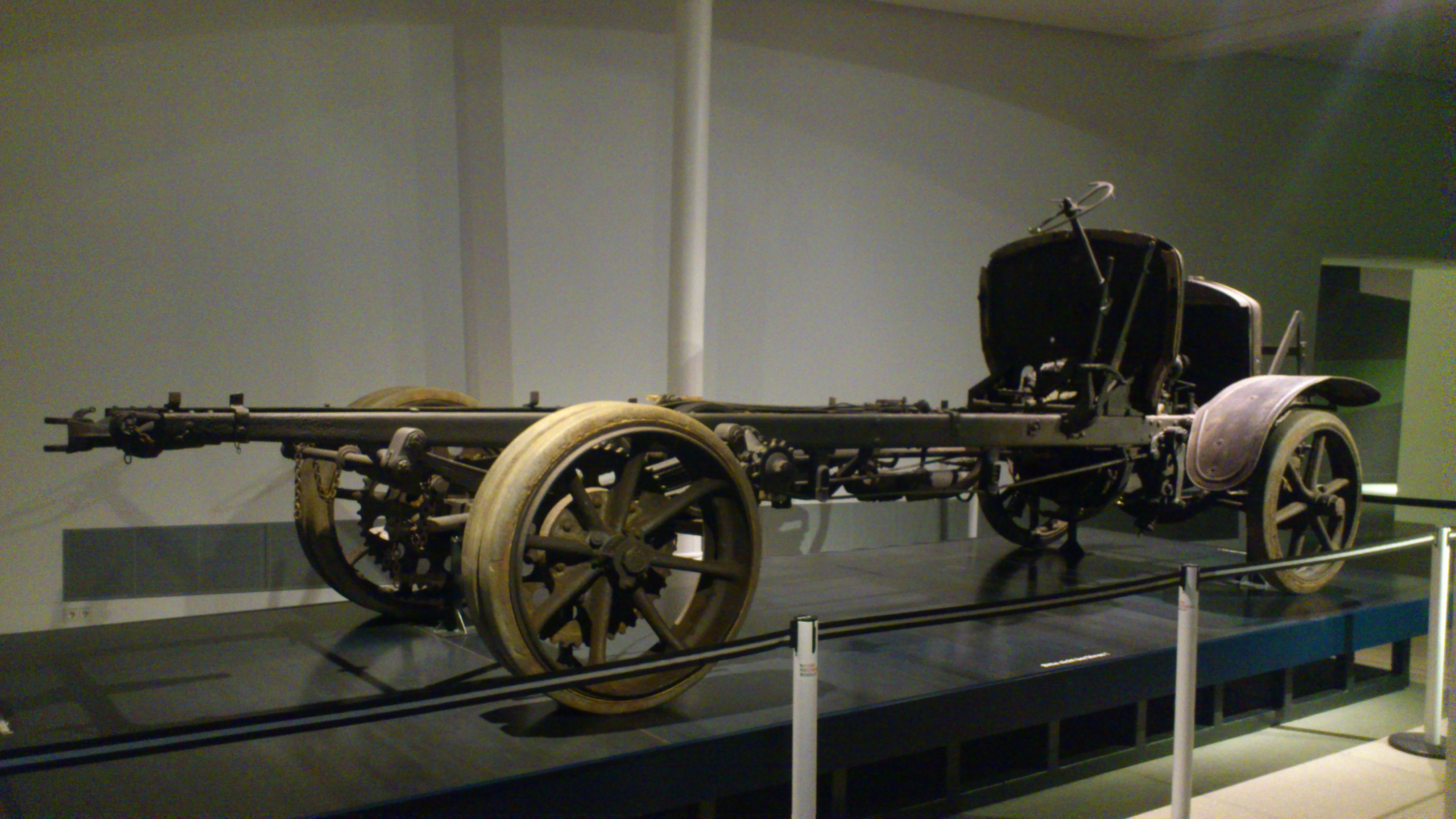
Mannesmann-Mulag, Technik des Fahrgestells

Infolgedessen bestand ein großer Bedarf an Armeelastzügen, die ausweislich einer Vorgabe der Generalinspektion des Militär-Verkehrswesens folgende Parameter erfüllen können mussten: Gesamtgewicht maximal 7,5 Tonnen, Nutzlast 4 Tonnen für den Lkw, Nutzlast 2 Tonnen für einen Anhänger, mindestens 30 PS, Höchstgeschwindigkeit 12 km/h bei Eisenbereifung und 16 km/h bei Vollgummireifen, geforderte Tagesleistung entsprechend 90 bzw. 120 km, Betriebsstoffvorrat für 250 km, Bodenfreiheit min. 28 cm, Spurweite 1,70 m. Für Subventions-Lkw mit Anhänger war ein Bremser vorgeschrieben, der die Bedienung der Anhänger-Bremse übernahm und auf dem Anhänger Platz fand.
Die Leistungsvorgaben wurden in den Folgejahren teilweise geändert, so z. B. die Mindestleistung 1913 auf 40 PS, die Nutzlast des Lkw auf 4,5 to angehoben.
Privatpersonen und Unternehmen, die derartige Lkw beschafften, erhielten ab 1908 vom Staat eine Subvention von 4000.- Mark zur Anschaffung, ferner für die ersten vier Jahre einen Betriebskosten-Zuschuss von jährlich 1000.- Mark. Entgegen anders lautenden Quellen gab es diese Subventionen allerdings nur für Lkw, die mindestens die obigen Voraussetzungen erfüllten, nicht indessen für weitere Typen beispielsweise mit geringerer Nutzlast.
Die preußische Heeresverwaltung förderte die Einführung von Motorlastwagen, um

„[…] für den Kriegsfall solche Wagen dann durch Requirierung in möglichst großer Zahl zur Verfügung zu haben. Das Mittel für diesen Zweck bestand in der staatlichen Subvention für Motorlastwagen, eine Einrichtung, mit der die preußische Heeresverwaltung bahnbrechend voranging.“

1908 wurden 166 Subventions-Lkw geliefert von folgenden Firmen: Daimler 61, Büssing 50, NAG 25, SAF 20, Scheibler-MULAG 6, Stoewer 4, in den Folgejahren kamen Benz  und Dürkopp hinzu, ferner Adler, DAAG und Ehrhardt.
Interessant ist, welcher Gewerbesparte die Betriebe angehörten, die 1908 bis 1912 Subventions-Lkw in welcher Anzahl beschafften:
| Branche                   | 1908 | 1909 | 1910 | 1911 | 1912 | Summe |
| ------------------------- | ---- | ---- | ---- | ---- | ---- | ----- |
| Brauereien                | 94   | 71   | 62   | 59   | 57   | 343   |
| Ziegeleien                | 7    | 12   | 17   | 12   | 11   | 59    |
| Warenhäuser               | 7    | 15   | 6    | 14   | 13   | 55    |
| Mühlen                    | 9    | 17   | 6    | 6    | 9    | 47    |
| Gutsbesitzer              | 2    | 11   | 11   | 6    | 3    | 33    |
| Spediteure                | 2    | 5    | 6    | 11   | 4    | 28    |
| Bauwesen                  | 5    | 5    | 6    | 7    | 4    | 27    |
| Bergbau, Steinbruch       | 7    | 4    | 5    | 6    | 1    | 23    |
| Maschinenbau              | 6    | 1    | 5    | 3    | 4    | 19    |
| Druckereien               | 4    | 11   | 2    | 1    | 0    | 18    |
| Molkereien, Naturprodukte | 7    | 6    | 3    | 2    | 0    | 18    |
| Sonstige                  | 16   | 18   | 11   | 14   | 5    | 64    |
| Summe                     | 166  | 176  | 140  | 141  | 111  | 734   |

### Bewährung im Krieg
Mit Stand zum 1. Januar 1914 gab es in Deutschland 812 Lkw mit 40 PS Motorleistung oder mehr, also dem, was vom Subventions-Lastzug gefordert wurde. Bei Ausbruch des Ersten Weltkrieges wurden in Deutschland unter Verwendung der Subventions-Lastzüge 68 Etappen-Kraftwagen-Kolonnen mobil gemacht, hiervon erhielten die an der Westfront eingesetzten Armeen: 1. und 2. Armee je 18, 3. Armee 9, 4. und 5. Armee je 5, 6. Armee 8, 7. Armee 3 Kolonnen, die an der Ostfront eingesetzte 8. Armee keine. Zwei Kolonnen erhielt das zur Verteidigung Oberschlesiens bestimmte Landwehrkorps. Der Etat jeder Etappen-Kraftwagen-Kolonne umfasste 2 Offiziere, 62 Unteroffiziere und Mannschaften, 3 Pkw, 2 Kleinautos, 1 Omnibus, 2 Lkw (als mobile Werkstatt und für Treibstoff und Ersatzteile) und 9 Armeelastzüge zu je einem Subventions-Lkw mit mindestens 4 Tonnen und einem Anhänger mit 2 Tonnen Nutzlast. Weitere gleiche Kolonnen kamen schnell hinzu.
Die Armeelastzüge bewährten sich nicht. Spätestens mit Einsetzen des Stellungskrieges im September/Oktober 1914 fuhren die Etappen-Kraftwagen-Kolonnen den Nachschub direkt bis ins Frontgebiet vor, indessen waren die Lastzüge für die dortigen Wege zu schwer und zum Wenden zu unhandlich. Waren in den Monaten August bis Dezember 1914 noch 392 Armeelastzüge neu geliefert worden, sank die Zahl der Neuanfertigungen 1915 auf 279, 1916 auf 99 und 1917 auf 46 Stück. 1918 wurde keiner mehr gefertigt.
Stattdessen wurde der leichtere Dreitonner-Lkw bevorzugt, der ab 1915 als „Regel-Dreitonner“ in den deutschen Streitkräften lief.

## Subventions-Lkw in anderen Ländern

### Österreich-Ungarn
Ähnliche Wege wie Deutschland ging Österreich-Ungarn. Wegen der schlechteren Straßen bevorzugte man jedoch Subventionslastzüge mit nur 3 Tonnen Nutzlast für den Lkw und 2 Tonnen Nutzlast für den Anhänger. Die Fahrzeuge mussten folgende Parameter aufweisen: Vierzylindermotor, Mindestleistung 35 PS, Verbrauch auf 100 km maximal 30 kg Benzin und Öl, Radstand 3,60 m, später 4,20 m, Reifengröße vorne 920×120, hinten 1040×120×2, Gesamtgewicht leer max. 3,6 Tonnen, Nutzlast 3 Tonnen. Ferner waren Außenmaße, Spurweite, Anstrich und Ausrüstung normiert. Solche Fahrzeuge wurden ab 1910 von den Herstellern Austro-Fiat, Perl, Fross-Büssing, Puch und Praga angeboten, später kamen Österreichische Saurerwerke, Gräf & Stift und Raba hinzu. Mit der Regierung wurde eine Vereinbarung über den Preis getroffen: Der Kaufpreis betrug 25.000 Österreichische Kronen, der Käufer (der den Lastzug fünf Jahre in einwandfreiem Zustand zu halten hatte) erhielt bei Kauf eines Lastzuges vom Staat einen Zuschuss von 10.000 Kronen, die in Raten ausgezahlt wurden.
Hinzu kam später ein Fünftonner, der folgende Parameter aufweisen musste: Vierzylindermotor, Mindestleistung 45 PS, Verbrauch auf 100 km maximal 40 kg Benzin und Öl, Radstand 4,20 m, Reifengröße vorne 920×120, hinten 1050×140×2, Gesamtgewicht leer max. 3,8 Tonnen, Nutzlast 5 Tonnen. Solche Fahrzeuge produzierten Fross-Büssing, Austro-Fiat und Saurer.

### Frankreich
Seit 1906 wurden in Frankreich jährlich Dauererprobungsfahrten durchgeführt, um diejenigen Lkw herauszufinden, die für militärische Zwecke am geeignetsten waren. Hierbei ging es in erster Linie um Zuverlässigkeit im dauernden Betrieb. Die Hersteller von Lkw, die alle Tests zur Zufriedenheit bestanden hatten, erhielten eine Prämie, in einigen Fällen wurden auch die Lkw, die an den Erprobungsfahrten teilgenommen hatten, vom französischen Staat gekauft.
1909 änderte sich die Praxis der Prämierung: Der Preis wurde jetzt nicht mehr an den Hersteller des Lkw ausgezahlt, sondern an Personen, die sich entschlossen, einen prämierten Lkw-Typ zu kaufen: Nach einem Ministerialerlass vom 22. April 1910 betrug die Prämie 5000 Franc für einen Lkw mit 2000 kg Nutzlast, sie erhöhte sich um 300 Franc je weitere 250 kg Nutzlast bis zu einer maximalen Nutzlast von 3000, später 3500 kg. Die sich so errechnende Prämie wurde in Raten im Jahr der Anschaffung wie auch in den drei Folgejahren ausgezahlt. Im Gegenzug war der Halter des Lkw verpflichtet, das Fahrzeug im Kriegsfall dem Staat zur Verfügung zu stellen.
Entsprechend prämiert wurden:
- 1909: 2 Typen von Ariès, einer von Berliet, einer von Cohendet, einer von De Dion-Bouton, zwei von Delahaye, einer von Saurer und einer von Vinot & Deguingand;
- 1910: je zwei Typen der Hersteller Berliet und Panhard & Levassor, je einer der Hersteller De Dion-Bouton, Delahaye, Peugeot und Vinot & Deguingand;
- 1911: je zwei Typen der Hersteller Ariès, Berliet, Delahaye. Malicet & Blin, Peugeot, Renault und Saurer, je ein Typ von Clément-Bayard, De Dion-Bouton, Latil, Lorraine-Dietrich und Vermorel;
- 1912: vier Typen von Berliet, drei von Saurer, je zwei von Latil, Panhard & Levassor und Renault, je einer von Ariès, Clément-Bayard, Brillié, La Buire, De Dion-Bouton, Delaugère & Clayette sowie Motobloc;
- 1913: unter anderen vier Typen von Delahaye, drei von Saurer, zwei von Berliet (Liste unvollständig)
- 1914 musste die Ende Juli stattfindende Erprobung wegen der am 30. Juli angeordneten Mobilmachung abgebrochen werden[17].

Am Beispiel der Lkw von Berliet kann verdeutlicht werden, wie die vom Staat ausgelobte Prämie (oder besser: Subvention) sich auswirkte: So wurde das Fahrgestell des 3,5-Tonners Berliet M vom Hersteller für 13.500 Franc angeboten. Der Staat zahlte dem Käufer eine Subvention von 5000 + 6×300 = 6800 Franc, sodass sich der effektive Anschaffungspreis auf 6700 Franc ermäßigte. Nachdem Berliet seinen zeitgleich gebauten 1,2-Tonnen-Lieferwagen (dessen Erwerb nicht subventioniert wurde) für 7500 – 9500 Franc anbot, war der Berliet M trotz höherer Nutzlast preiswerter als das kleinere Modell, die Anschaffung eines 3,5-Tonners statt eines 1,2-Tonners also für den Käufer durchaus attraktiv.

### Großbritannien
Großbritannien beschloss im September 1911 ein ähnliches Schema („subsidy scheme“ genannt) für Lkw mit 3 Tonnen Nutzlast („Type A“) und 1,5 Tonnen Nutzlast („Type B“). Vorgeschrieben war ein Vierzylindermotor, beim Typ A mit mindestens 30 englischen Steuer-PS (tax-HP), beim Typ B mit mindestens 24,8 tax-HP. Der Benzintank musste mindestens 30 Gallonen (ca. 137 Liter) fassen, voll beladen als Typ A eine Durchschnittsgeschwindigkeit von 10 engl. Meilen/Std. (= ca. 16 km/h), als Typ B eine solche von 12 Meilen/Std. (= ca. 20 km/h) einhalten können, zwei seitliche Begrenzungsleuchten, mindestens einen Scheinwerfer und ein Rücklicht sowie einen Acetylengaserzeuger haben. Frontlenker waren von der Förderung ausgeschlossen. Zur Vereinheitlichung der Bedienung musste (wie auch heute noch) das Kupplungspedal links, das Bremspedal in der Mitte und das Gaspedal rechts angebracht sein, das Kupplungspedal mit einem C („clutch“) und das Bremspedal mit einem B(„brake“) versehen sein. Alle Lkw mussten ein Vierganggetriebe mit Rückwärtsgang haben, zu schalten mittels Schalthebels rechts vom Fahrer. Der Handbremshebel musste sich rechts des Schalthebels befinden und an seiner Spitze einen runden Knopf haben. Alle Räder hatten aus Stahl zu sein, die Vollgummireifen in bestimmten genormten Größen, vier Zughaken (je zwei vorne und hinten, jeweils am Chassisrahmen). Der Kühler musste mit einer Metallschiene geschützt sein. Das dreisitzige Führerhaus musste mit einer wasserdichten Plane abgedeckt sein. Der zu subventionierende Typ musste eine Dauerprüfung durch das Motor Transport Committee des War Ministry bestanden haben. Diese Voraussetzungen erfüllten in den entsprechenden Größenklassen die Lkw der Firmen Dennis, Karrier, Hallford, Maudslay, Leyland, Thornycroft und Wolseley.
Der Halter eines solchen Wagens hatte Anspruch auf eine staatliche Förderung (subsidiary), wenn
- der Lkw nach dem 1. Januar 1910 gekauft worden war
- ordnungsgemäß gewartet und in einer Garage oder einem anderen frostfreien Raum abgestellt war
- nur von einem ausgebildeten Fahrer gesteuert wurde.

Die Förderung betrug für die Dauer von vier Jahren jährlich 15 britische Pfund für einen Lkw mit Kardanantrieb, 8 Pfund für einen Lkw mit Kettenantrieb und 10 Pfund, wenn die Antriebskette durch eine Blechhülle geschützt war. Nach vier Jahren galt der Lkw als verbraucht und damit nicht mehr förderungswürdig.
Im Gegenzug war der Halter verpflichtet, das Fahrzeug im Kriegsfall dem Staat zur Verfügung zu stellen.
Bei Kriegsausbruch 1914 waren in Großbritannien ca. 700 solcherart geförderte Lkw vorhanden. Sie bewährten sich nicht: Die Straßen insbesondere von London zu den Kanalhäfen (von wo die Fahrzeuge nach Frankreich verschifft werden sollten) sollen übersät gewesen sein mit liegengebliebenen Kraftfahrzeugen, etliche andere brachen in Frankreich zusammen, die Wracks fielen den vorrückenden deutschen Truppen in die Hände: Offenbar verstanden die Halter unter einer regelmäßigen Wartung („thorough repair“) etwas anderes als das War Ministry.

### Italien
In den einschlägigen Quellen wird ein entsprechendes Subventionsschema nicht erwähnt. Zu berücksichtigen ist hierbei allerdings, dass in den Jahren, in denen die oben aufgezählten Staaten die Subventionen für militärisch nutzbare Lkw regelten, Italien von 1911 bis Oktober 1912 den Italienisch-Türkischen Krieg führte. Hier brauchte es vor allem zur Eroberung Libyens große Mengen an Kraftfahrzeugen. So hatte das italienische Heer aus diesem Krieg 1914 noch einen Friedensbestand von ca. 600 für Militärzwecke geeigneten Kraftfahrzeugen und damit möglicherweise mehr als die Heere aller anderen europäischen Staaten zusammen. Außerdem war das Land sehr arm und der Motorisierungsgrad der Zivilbevölkerung entsprechend gering: Es ist daher zweifelhaft, ob durch entsprechende Förderung wirklich größere Mengen von Zivilpersonen zum Ankauf militärtauglicher Lkw hätten bewegt werden können.

### Zeit nach dem Ersten Weltkrieg
In der Zeit nach dem Ersten Weltkrieg wurden -von ganz wenigen Ausnahmen abgesehen- vergleichbare Subventionsprogramme nicht mehr aufgelegt:
- Im Rahmen der etatmäßig stattfindenden Heeresmotorisierung wurden Kraftfahrzeuge aller Art mehr und mehr erforderlicher Teil der Ausrüstung der Truppe, die Fahrzeuge waren also bereits im Frieden in der Truppe vorzuhalten.
- Der Anteil an zivil zugelassenen Lastkraftwagen, der vor dem Ersten Weltkrieg selten über 5 % aller Kraftfahrzeuge betragen hatte, kletterte schnell auf 20 bis 25 %.